# Chaptelat
Chaptelat (okzitanisch: Chaptalac) ist eine französische Gemeinde mit 2.096 Einwohnern (Stand: 1. Januar 2022) im Département Haute-Vienne in der Region Nouvelle-Aquitaine. Sie gehört zum Arrondissement Limoges und ist Mitglied im Gemeindeverband Communauté urbaine Limoges Métropole. Die Einwohner werden Catalacois und Catalacoises genannt.

## Geografie
Chaptelat liegt im Limousin etwa neun Kilometer nördlich von Limoges. Das Gebiet der Gemeinde befindet sich südlich von Ausläufern der Monts d’Ambazac, das an der nördlichen Gemeindegrenze mit 481 m seine höchste Erhebung aufweist. Der Fluss Aurence entspringt im Zentrum in einem weitverzweigten Quellgebiet, bevor er in südöstlicher Richtung am Zentrum der Gemeinde verbeifließt. 
Umgeben wird Chaptelat von den Nachbargemeinden Saint-Jouvent im Nordwesten und Norden, Bonnac-la-Côte im Norden und Nordosten, Limoges im Osten und Süden, Couzeix im Süden und Südwesten sowie Nieul im Westen.
Am Südrand der Gemeinde verläuft die Route nationale 520. 

## Bevölkerungsentwicklung

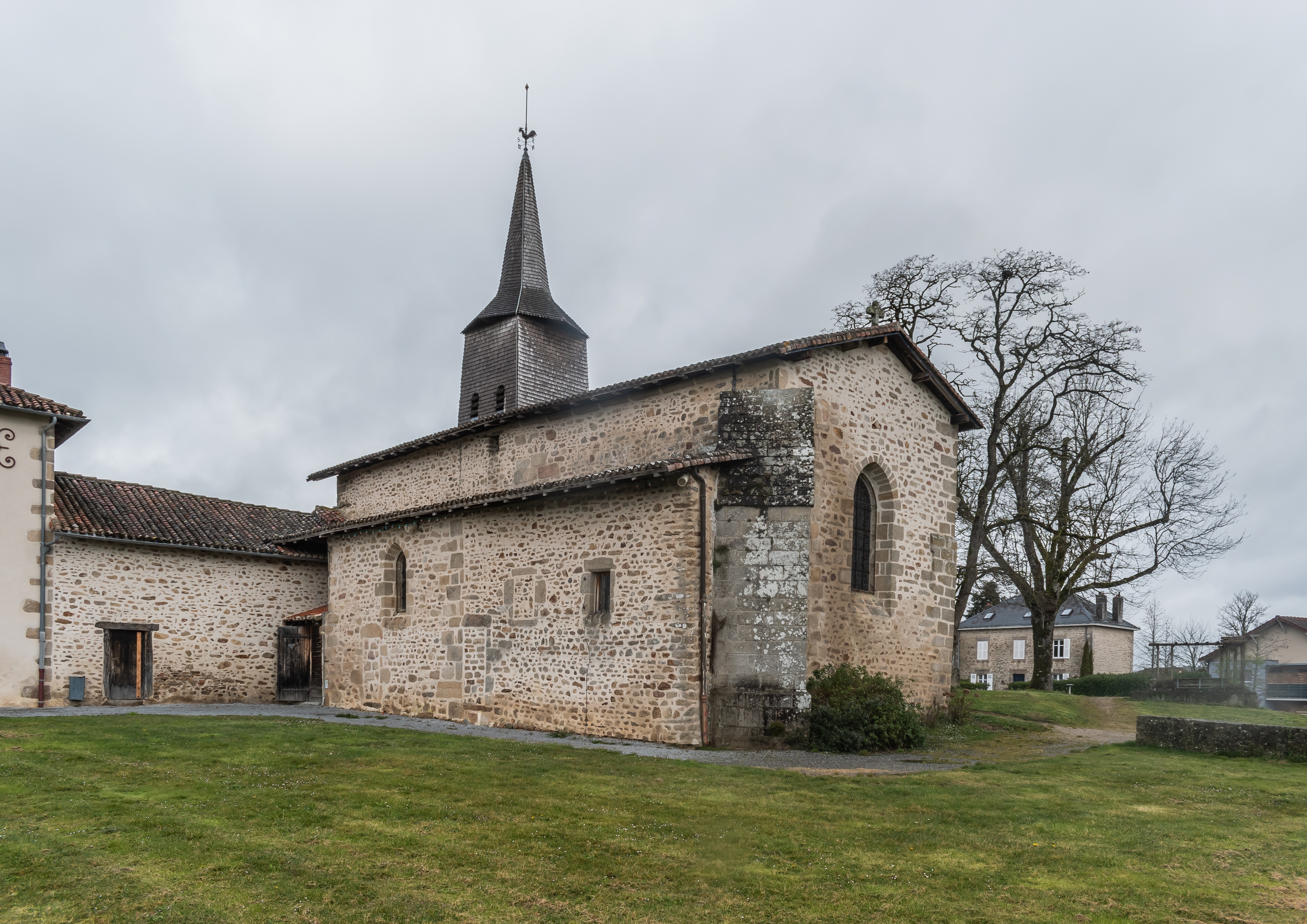
Pfarrkirche Saint-Éloi

| Jahr                       | 1962 | 1968 | 1975 | 1982 | 1990 | 1999 | 2006 | 2012 | 2020 |
| Einwohner                  | 636  | 564  | 614  | 943  | 1288 | 1465 | 1558 | 1994 | 2093 |
| Quellen: Cassini und INSEE |      |      |      |      |      |      |      |      |      |

## Sehenswürdigkeiten
- Pfarrkirche Saint-Éloi (St. Eligius) aus dem 12. Jahrhundert, heutiger Bau wesentlich aus dem 15. Jahrhundert, an der Stelle des Geburtshauses des heiligen Eligius erbaut. Sie birgt zahlreiche Ausstattungsgegenstände, die in der Base Palissy gelistet sind.
- Das Pfarrhaus wurde 1657 errichtet und 1768 und 1769 umgestaltet.
- Das Schloss Sourue mit dem Brunnen Saint-Éloi wurde im 16. oder 17. Jahrhundert gebaut, der Brunnen 1891 errichtet
- Schloss Le Mas-Neuf aus dem 19. Jahrhundert
- Schloss Blémond aus dem 19. Jahrhundert
- Schloss Puymirat, vermutlich aus dem 19. Jahrhundert
- Ehemalige Landwirtschaftsschule bis 1901

## Persönlichkeiten
- Eligius (um 589–659), Bischof von Noyon (ab 641), Heiliger
- Roger Barny (1929–2003), französischer Romanist und Literaturwissenschaftler, geboren in Chaptelat